# Elgg
Cet article concerne une commune suisse. Pour les autres significations, voir Elgg (homonymie).
Elgg est une commune suisse du canton de Zurich.
Le 1er janvier 2018, Elgg absorbe la commune voisine de Hofstetten.

Photo aérienne prise par Walter Mittelholzer (1920).

## Monuments
- Le Château

## Personnalités
- Paul Weier (1934-), cavalier de saut d'obstacles, né à Elgg.
- Steve Guerdat (1982-), cavalier de saut d'obstacles